# Francesc Xavier Tobella i d'Argila
Francesc Xavier Tobella i d'Argila (Sant Pol de Mar, 1847 - Barcelona, 25 de novembre de 1910) fou un agrònom i publicista català.
Fill cabaler de la masia de Can Reig de Sant Pol. El seu germà Josep fou alcalde de Sant Pol de Mar entre 1880 i 1890.
Es va formar a la Universitat de Barcelona. Va estar vinculat a l'Institut Agrícola Català de Sant Isidre i més endavant també amb Jove Catalunya. El 1871, fou un dels col·laboradors en la creació de la revista La Renaixensa, juntament amb Pere Aldavert i Martorell, Àngel Guimerà, i Francesc Matheu, que va esdevenir-ne el primer director.
Va treballar com a agrònom. Era soci d'una fàbrica d'adobs, i va aglutinar un grup de persones que volien impulsar el vessant agrícola de la Renaixença. Amb l'experiència obtinguda amb La Renaixensa, anys més tard, el 1877, va fundar la revista L'Art del Pagès que es publicaria fins al 1918, tot i que no sempre amb la mateixa periodicitat ni el mateix nom. Va ser director de la Granja Experimental d'Agricultura de Barcelona, precedent de l'Escola Superior d'Agricultura, i de la secció de Jardins i Arbrat de l'Ajuntament de Barcelona. Va ser considerat un dels principals promotors de la recuperació de l'agricultura catalana arran de la crisi de la fil·loxera a finals de segle xix, arribant a ser anomenat a la seva mort «apòstol de la regeneració de l'agricultura catalana».
Va col·laborar i impulsar diverses iniciatives arreu de Catalunya vinculades al sector agrari, com concursos i exposicions agrícoles de diferents tipus a Badalona, Barcelona, Tremp, entre d'altres, i el 1890 va fundar la primera societat de préstec rural de Catalunya, un embrió de les actuals Caixes Rurals.
Va ser un ferm catalanista, membre de la direcció del Centre Català de Barcelona, raó per la qual es creu que fou un dels responsables de la creació del Centre Català de Sant Pol.